# O.co Coliseum
RingCentral Coliseum (ofte bare kaldet Oakland Coliseum) er et stadion i Oakland i Californien, USA, der er hjemmebane for både NFL-klubben Oakland Raiders og MLB-holdet Oakland Athletics. Stadionet har plads til 63.026 tilskuere. Det blev indviet 18. september 1966, og har været Oakland Raiders hjemmebane lige siden.